# دير القيني (أسلم)

تعديل مصدري - تعديل

ديرالقينى هي إحدى قرى عزلة أسلم الشام بمديرية أسلم التابعة لمحافظة حجة، بلغ تعداد سكانها 33 نسمة حسب تعداد اليمن لعام 2004.